# 博尔兴
博尔兴（德語：Borchen，發音：[ˈbɔʁçn̩] ⓘ）是德国北莱茵-威斯特法伦州代特莫尔德行政区帕德博恩县的市镇，面积77.28平方千米，2023年12月31日人口为13,706人。